# Johann Christoph von Woellner

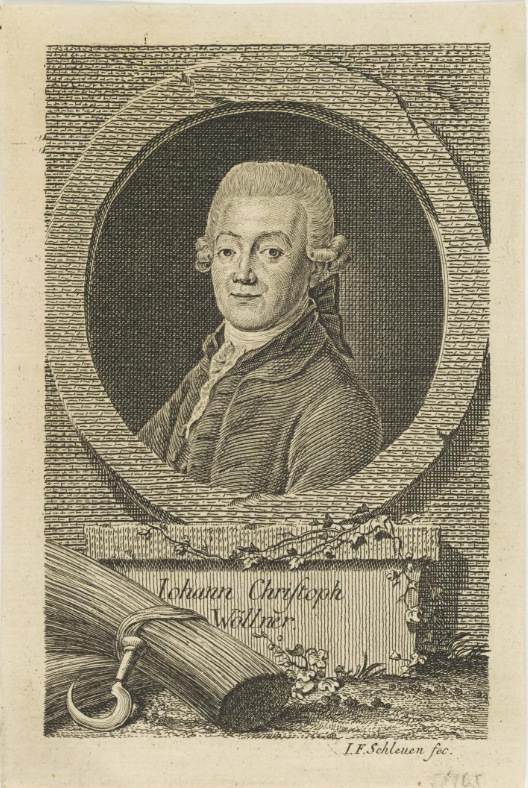
Johann Christoph von Woellner

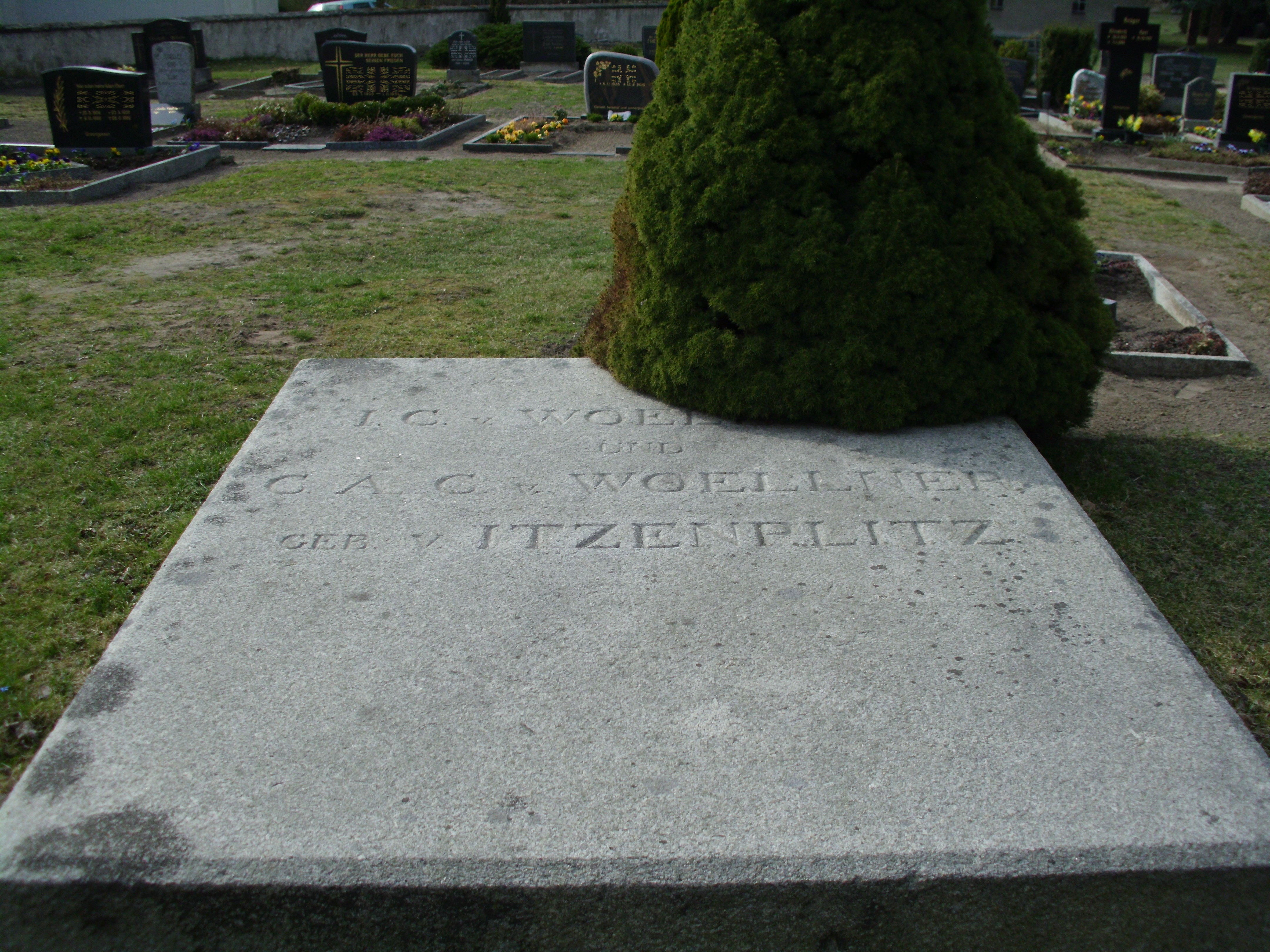
Grabstätte in Groß Rietz

Johann Christoph Woellner, ab 1786 von Woellner (* 19. Mai 1732 in Döberitz; † 10. September 1800 in Groß Rietz bei Beeskow) war ein preußischer Pastor, Gutspächter und Staatsmann unter Friedrich Wilhelm II.

## Leben
Johann Christoph Woellner war der Sohn des Pastors Johann Christof Wöllner. Seine Mutter Dorothea Rosina Cuno war eine Nichte von Christoph von Katsch, dem ersten preußischen Justizminister.
Die erste Bildung erhielt er durch Privatunterricht. Nach dem Besuch der Spandauer Stadtschule begann er 1749 mit dem Studium der Theologie an der Universität Halle, wo Alexander Gottlieb Baumgarten und Christian Wolff lehrten, die besonderen Einfluss auf ihn hatten. 1752 beendete er sein Studium und bekam eine Anstellung als Hauslehrer bei General August Friedrich von Itzenplitz auf Gut Behnitz. Dieser ernannte ihn 1754 zum Pastor der Gemeinde Groß Behnitz bei Berlin, deren Kirchenpatron er war. Da Woellner das für den Antritt einer Pfarrstelle erforderliche Mindestalter von 25 Jahren noch nicht erreicht hatte, musste ein königlicher Dispens eingeholt werden. Nachdem 1759 General von Itzenplitz an einer Kriegsverletzung gestorben war, legte Woellner 1760 auf Grund seiner schwachen Gesundheit sein kirchliches Amt nieder und blieb auf Bitten der Witwe des Generals, Charlotte Sophia geb. von Viereck (1722–1770), als Gesellschafter seines ehemaligen Schülers Friedrich Wilhelm Gottfried von Itzenplitz. Die Pfarrstelle übernahm sein Vater und nach dessen Tod dessen Bruder. 1766 kaufte Charlotte Sophia von Itzenplitz ihm eine Kanonikat am Liebfrauenstift in Halberstadt. Diese Pfründe hatte er bis 1794 inne.

### Gutspächter und Landwirtschaftsreformer
1762 pachtete Woellner gemeinsam mit Friedrich von Itzenplitz (1740–1772) das Gut Behnitz. Als Gutspächter bemühte er sich um die Einführung neuer Methoden, um die Erträge zu verbessern. So pflanzte er Obstbäume und legte Maulbeerbaumplantage an und plante eine Seidenraupenzucht. Er probierte verschiedene Arten der Düngung aus, u. a. ersetzte er die Brache durch die Pflanzung von Futterkräutern, um so den Viehbestand vergrößern zu können. Ebenfalls führte er die Verkopplung ein und ließ Wallhecken zwischen die einzelnen Feldstücke pflanzen.
Er beschäftigte sich auch theoretisch mit Landwirtschaft und Ökonomie. In den folgenden Jahren gab er eine kommentierte Übersetzung von Francis Homes Principles of Agriculture and Vegetation heraus. Zudem verfasste er mehrere eigene Schriften zur Landwirtschaft und über die Verbesserung der Bedingungen der leibeigenen Bauern, z. B. Die Aufhebung der Gemeinheiten in der Mark Brandenburg (1766). Daneben rezensierte er zwischen 1766 und 1781 zahlreiche die Landwirtschaft betreffende Veröffentlichungen für Friedrich Nicolais Allgemeine deutsche Bibliothek und wurde Mitarbeiter bei Nicolais Bibliothek über landwirtschaftliche Fragen. Mehrmals richtete er seine Vorschläge direkt an König Friedrich II. Er unterstützte auch dessen Anliegen, den Kartoffelanbau durchzusetzen.
1766 heiratete er Charlotte Amalie Elisabeth von Itzenplitz (1742–1801), die einzige Tochter seines ehemaligen Dienstherrn. Diese Mesalliance duldete der König nicht. Nachdem die Eheschließung nicht mehr verhindert werden konnte, wurde die frischverheiratete junge Frau einen Monat lang in Berlin festgehalten, während eine Untersuchung über das Verhältnis Woellners zu der adligen Familie seiner Braut angestellt wurde. Obwohl die Anschuldigungen aus der entfernten Verwandtschaft sich als haltlos erwiesen, bekamen sie und ihre Mutter einen Vormund gestellt und ihr Vermögen blieb unter Kuratel. Friedrich II. lehnte es bis zu seinem Tod am 17. August 1786 kategorisch ab, ihr Vermögen wieder freizugeben und Woellner in den Adelstand zu erheben, letzteres wohl vor allem, weil Woellner keine militärischen Verdienste vorweisen konnte. Mehrmals nannte er Woellner „… einen hinterlistigen und intriganten Pfaffen“.
Trotzdem gehörte Woellner 1768/69 zu einer staatlichen Kommission, die untersuchen sollte, ob die Verfeurung von Torf Vorteile gegenüber der Verwendung von Brennholz habe. Dafür reiste er 1769 für längere Zeit nach Ostfriesland und untersuchte die Torfabbau in den dortigen Mooren und die Nutzung von Torf als Brennstoff. Woellners Hoffnung auf eine dauerhafte staatliche Anstellung erfüllte sich aber nicht. 1770 wurde er jedoch vom Prinzen Heinrich von Preußen zum Rat bei dessen Domänenkammer ernannt. Diese Stelle hatte er bis 1786 inne.
Woellner wurde Mitglied in fast allen europäischen gelehrten und ökonomischen Gesellschaften, darunter der Gesellschaft Naturforschender Freunde zu Berlin und des Montagsklubs, aus dem er 1791 wieder austrat.

### Freimaurerei
1766 wurde Woellner in der Loge Zur Eintracht, einer Tochterloge der von Friedrich II. gestifteten Freimaurerloge Zu den Drei Weltkugeln, aufgenommen. Am 12. April 1768 wurde er zum Ritter der strikten Observanz geschlagen und erhielt hier den Namen „Christophorus Eques a Cubo“ und zur Devise „Firmanititur mole“ (Standhaft in Anstrengung). 1774 verließ Woellner die Loge Zur Eintracht und wurde kurz darauf Großmeister der Mutterloge Zu den Drei Weltkugeln, wo er in Vertretung von Friedrich August von Braunschweig-Wolfenbüttel die Geschäfte führte. 1779 verfügt Friedrich II., dass es den Freimaurerlogen untersagt sei, Titel zu verleihen. Woellner beteiligte sich in den folgenden Jahren immer weniger, trat aber erst 1798 aus.
1778 wandte Woellner sich den Rosenkreuzern zu. 1779 rief er einen eigenen Zirkel, Heliconus, deren Direktor er unter dem Namen „Heliconus Solaster Ruwenus Ophiron“, einem Anagramm seines richtigen Namens, wurde, ins Leben. Zu den Mitgliedern gehörten Kammergerichtspräsident Heinrich Julius Freiherr von Goldbeck und Georg Jacob Decker 1781 wurde Kronprinz Friedrich Wilhelm dort Mitglied. Schnell gewann Woellner einigen Einfluss auf den Kronprinzen. Dieser Einfluss war so groß, dass er ihn mit Verweis auf die moralischen Regeln des Rosenkreuzer dazu bringen konnte, sich – wenn auch nur kurzfristig – von seiner Mätresse Wilhelmine Enke zu trennen.

### Staat, Wirtschaft und Religion
Für den künftigen König hielt Woellner in den Jahren 1784 bis 1786 mehrere Vorlesungen – wohl im Zusammenhang seiner Tätigkeit im Rosenkreuzerorden, in denen er ihm seine Ansichten über fast alle Bereiche des preußischen Staats darlegte. So stellte er dem Kronprinzen die Vorteile einer modernen Landwirtschaft und der Gründung von Manufakturen und Fabriken vor. Staatliche Monopole lehnte er ab. Besonders lag ihm der Bauernstand am Herzen. So bezeichnete er die Leibeigenschaft ausdrücklich als Hindernis für den Fortschritt. Während Woellner in der Wirtschaft schnell bereit war, überkommene Traditionen durch neue Methoden zu ersetzen, und auch Pastoren und Lehrer dafür einsetzen wollte, diese Neuerungen schneller in der Bevölkerung zu verbreiten und durchzusetzen, sah er in anderen Bereichen in der Aufklärung eine Gefahr. Der Rationalismus der aufgeklärten Prediger würde Moral und Sitte unterhöhlen, weil sie dessen Fundament, die Bibel als Gottes Wort, in Frage stelle. Ungläubige Bürger seien eine Gefahr für den Staat. Niemand dürfe daher den einfachen Christen ihren Glauben an die Bibel als Gottes Wort nehmen. Daher müsste der Einfluss aufgeklärter Prediger und Lehrer eingeschränkt werden. Der König müsse dem Volk auch im Glaubensleben als Vorbild dienen. Mit dieser Forderung kritisierte Woellner indirekt Friedrich II., der aufklärerischem Gedankengut zu großem Einfluss verholfen hatte. Woellner plädierte aber auch für Toleranz für Andersgläubige.

### Politische Karriere
Am 26. August 1786 wurde er vom neuen Herrscher zum Geheimen Finanz-, Kriegs- und Domänenrat sowie zum Oberhofbau-Intendanten ernannt. Am 2. Oktober desselben Jahres erhob ihn der König anlässlich seiner Huldigung in den Adelsstand und erstattete ihm bzw. seiner Frau die enteigneten Güter zurück. Am 30. November 1786 wurde er als ordentliches Mitglied in die Preußische Akademie der Wissenschaften aufgenommen. Am 22. Februar 1787 wurde er zum Rat im neuerrichteten Ober-Schulkollegium. Mit der Zeit entbrannte ein politischer Machtkampf zwischen den einzelnen Ressorts und erreichte am 3. Juli 1788 den Höhepunkt, als Woellner den Minister Karl Abraham Freiherr von Zedlitz aus dem Amt drängte. An dessen Stelle wurde nun er zum Staats- und Justizminister und Chef des geistlichen Departements.
Sein Einfluss auf den König machte das Religionsedikt vom 9. Juli 1788 möglich, das dem Einfluss der Aufklärung auf die Religion Einhalt gebieten sollte, indem es die Geistlichen strikt auf die Inhalte der Symbolischen Bücher ihrer jeweiligen Konfession verpflichtete. Erst nach über fünf Jahren, am 27. Dezember 1793, wurde es wieder aufgehoben; nun stellte Kritik an den drei Hauptkonfessionen eine Straftat dar und wurde letztendlich mit Amtsentsetzung bedroht. Zudem ging das preußische Zensuredikt vom 19. Dezember 1788 auf seinen Einfluss zurück. Von diesen Zensurmaßnahmen der Königlichen Immediatexamenskommission war auch Immanuel Kant betroffen. Da Woellner zusammen mit dem König in verschiedenen Logen verkehrte, konnte er sich dessen Gunst erhalten, auch nachdem das Religionsedikt wieder aufgehoben worden war.
Seine landwirtschaftliche Tätigkeit setzte Woellner fort und kaufte 1790 das Gut Groß Rietz. Für den Unterhalt des Gutes und die Renovierung der baufälligen Dorfkirche Groß Rietz erhielt er 25.000 Reichstaler von König. Das Geld nutzte er u. a., um das Gut zu parzellieren und den ehemals leibeigenen Gutsangehörigen Bauernhöfe einzurichten, die diese auf Pachtbasis bearbeiteten.
Nach dem Tod Friedrich Wilhelms II. am 16. November 1797 war die politische Karriere Woellners zu Ende. Am 11. März 1798 wurde er von Friedrich Wilhelm III. ohne Pension entlassen und lebte nun abwechselnd auf seinen Gütern in Brandenburg; u. a. auf Groß-Rietz. Dort starb er im Alter von 68 Jahren am 10. September 1800. Seine Frau überlebte ihn um ein Jahr. Die Ehe war kinderlos geblieben.

## Werke
- Johann Christoph von Woellner: Die Aufhebung der Gemeinheiten in der Marck Brandenburg, nach ihren grossen Vortheilen ökonomisch betrachtet. Buchhandlung der Real-Schule, Berlin 1766. Digitalisat und Volltext im Deutschen Textarchiv